# فاسكو أوليفيرا (لاعب كرة قدم)
فاسكو أوليفيرا (بالبرتغالية: Vasco Oliveira‏) هو لاعب كرة قدم برتغالي في مركز الدفاع، ولد في 28 مايو 2000 في لشبونة في البرتغال. لعب مع نادي كالياري.

## وصلات خارجية
- فاسكو أوليفيرا (لاعب كرة قدم) على موقع قاعدة بيانات كرة القدم.إي يو (الإنجليزية)
- فاسكو أوليفيرا (لاعب كرة قدم) على موقع Soccerway.com (الإنجليزية)